# Leipzigs Neue
Leipzigs Neue war laut ihrem Untertitel eine „linke Monatszeitung für Politik, Kultur und Geschichte.“ Die seit der Probenummer am 1. Mai 1993 in Leipzig vom Verein Projekt Linke Zeitung e.V. teils monatlich, teils vierzehntäglich herausgegebene Zeitung erschien anfangs bis 2006 zunächst im GNN-Verlag in Schkeuditz mit zeitweilig geänderten Zusätzen wie „linke Zeitung für Politik und Kultur“, „Linksblick für Sachsen“, als „eine linke Zweiwochenzeitung“ oder „Linke Zweiwochenzeitung für Politik, Kultur und Geschichte.“
Zu den ungezählten Beilagen zählte insbesondere die Horizonte. Mit der November/Dezember-Ausgabe 2015 wurde das Periodikum im 23. Jahrgang eingestellt.
Zu den Redakteuren bzw. regelmäßig schreibenden Autoren zählten z. B. Horst Schneider, Klaus Schuhmann, Werner Wolf, Klaus Huhn, Erhard Hexelschneider,  Dieter Kürschner, der Historiker und ehemalige Philosophieprofessor Kurt Schneider (* 1930) oder die ehemalige LVZ-Redakteurin und langjährige Inoffizielle Mitarbeiterin des Ministeriums für Staatssicherheit Maxi Wartelsteiner (* 1947).
Die Zeitschriftendatenbank erschloss das Druckwerk in den Sachgruppen „Nachrichtenmedien, Journalismus, Verlagswesen“ sowie „Politik“ und unter den Schlagwörtern Leipzig, Die Linke und Zeitschrift.